# Wadersloh
Wadersloh là một đô thị ở huyện Warendorf, trong Nordrhein-Westfalen, Đức. Đô thị này tọa lạc khoảng 10 km về phía tây bắc của Lippstadt và 30 km về phía đông của Hamm. 